# Équipe d'Afrique du Sud féminine de hockey sur gazon
L'équipe d'Afrique du Sud de hockey sur gazon féminin est la sélection des meilleures joueuses sud-africaines de hockey sur gazon. 
Elle remporte à sept reprises la Coupe d'Afrique des nations, en 1994, 1998, 2005, 2009, 2011, 2015 et 2022. Les Sud-Africaines sont aussi titrées à trois reprises aux Jeux africains (en 1995, 1999 et 2003).
La sélection sud-africaine dispute six éditions des Jeux olympiques : elle est neuvième en 2004, dixième en 2000 et 2012 et onzième en 2008.

## Palmarès

### Jeux olympiques
- 2008 : 11e
- 2012 : 10e
- 2020 : 12e
- 2024 : 11e